# توم براون (لاعب كرة قدم أمريكية، مواليد 1940)
توم براون (بالإنجليزية: Tom Brown)‏ هو لاعب كرة قدم أمريكية أمريكي، ولد في 12 ديسمبر 1940 في لوريلدال في الولايات المتحدة.

## وصلات خارجية
- توم براون على موقعبيزبول رفرنس.كوم (الدوري الرئيسي) (الإنجليزية)
- توم براون على موقعبيزبول رفرنس.كوم (الدوري الثانوي) (الإنجليزية)
- توم براون على موقع مرجع كرة القدم المحترفة.كوم (الإنجليزية)